# George Frederic Still

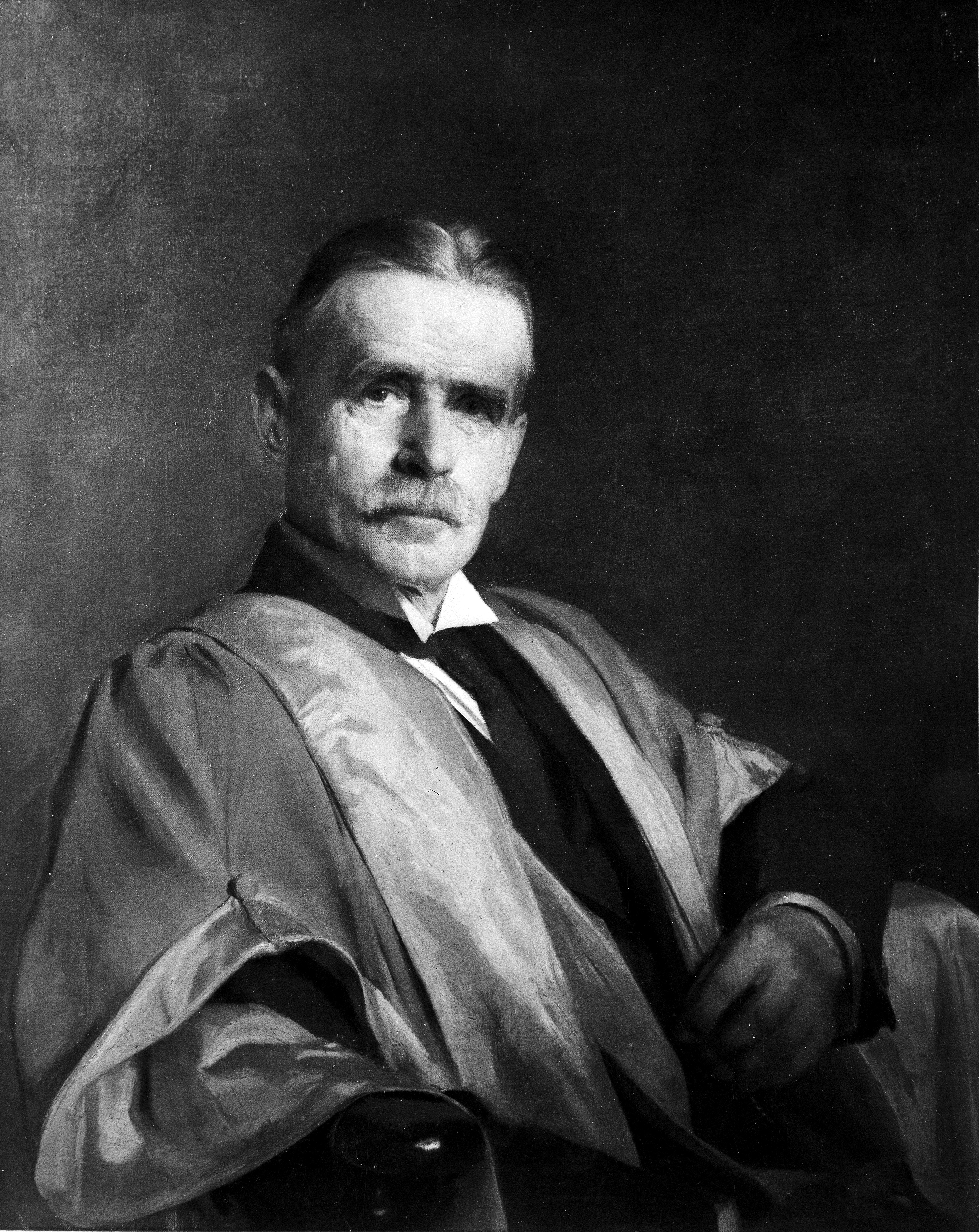
George Frederic Still

George Frederic Still (Highbury, (Londen), 27 februari 1868 - Salisbury, 28 juni 1941) was de eerste Britse arts in de kindergeneeskunde en auteur van talrijke medische handboeken en artikelen. Hij beschreef als eerste een vorm van juveniele idiopathische artritis, en een vorm van hartruis, maar was tevens de eerste die ADHD (Attention-Deficit Hyperactivity Disorder) beschreef.

## Opleiding
Still werd geboren als tweede van twaalf kinderen, van wie er vier al jong stierven, van George Still en zijn vrouw Eliza Andrew. Ter onderscheiding van zijn vaders naam werd hij bekend onder zijn tweede naam Frederic.
Met een verkregen beurs volgde hij een opleiding aan de Merchant Taylors 'School, een openbare jongensschool in Londen. Tevens werd hem en beurs verstrekt voor de lessen aan het Gonville and Caius College. Hij slaagde in 1885 en bestudeerde de klassieke talen. In 1888 studeerde hij af met een eerste klas Bachelor of Arts (BA) diploma. Het was de reden waarom hij verhuisde naar de King's College London School of Medicine waar hij in 1893 afstudeerde.

## Achtergrond
In 1897 publiceerde hij zijn proefschrift met een beschrijving van een vorm van Juveniele idiopathische artritis tegenwoordig bekend als de ziekte van Still. Hij was ook degene die als eerste de symptomen beschreef van ADHD. Ook de medische termen Still hartruis en Still huiduitslag zijn naar hem genoemd.
Tijdens het grootste deel van zijn leven las hij werken uit de oudheid in het Grieks, Latijn, Hebreeuws en Arabisch. Als beroep koos hij evenwel de geneeskunde en wijdde zijn leven aan kindergeneeskunde. Hij schreef veel over kinderziekten als secretaris van de Children's Clinical Club. En speciaal over kinderen in het het Great Ormond Street Ziekenhuis. Bij zijn pensionering in 1937 werd hij geridderd.
George Frederic Still stierf in Salisbury op de 73-jarige leeftijd.